# Магарбаал
Магарбаал I (д/н — бл. 551 до н. е.) — цар Тіра в 555—551 роках до н. е. Античні історик Менандр Ефеський (за ним Йосиф Флавій) називає цього царя Мербалом.

## Життєпис
Ймовірно був сином або іншим родичем Баала II, царя Тіра. 564 або 563 року до н. е., після смерті останнього, разом з іншим членами царської династії, Хірама відправили до Вавилону. Ймовірно, перебував тут до 555 року до н. е.
556 року до н. е. династію було відновлено на троні Тіра — царем став ймовірно старший брат Магарбала — Балеазар III. Втім той наступного року раптово помер. Тому трон перейшов до Магарбала.
Протягом усього панування зберігав вірність вавилонському цареві. Активно відправляв будівельні матеріали, золото, майстрів під час зведення та перебудовах храмів Набонідом. Помер 551 року до н. е. Трон спадкував брат Хірам III.